# Palo del Colle
Palo del Colle – miejscowość i gmina we Włoszech, w regionie Apulia, w prowincji Bari.
Według danych na styczeń 2009 gminę zamieszkiwały 21 703 osoby przy gęstości zaludnienia 272,3 os./1 km².